# Quận Pamlico, North Carolina
Quận Pamlico là một quận nằm ở tiểu bang Bắc Carolina.  Năm 2006, quận có dân số 13.097  người. Quận lỵ đóng ở Bayboro6.
Quận Pamlico thuộc vùng đô thị New Bern, Bắc Carolina.
Quận được lập năm 1872 từ một số khu vực của quận Beaufort và quận Craven.

## Địa lý
Theo Cục điều tra dân số Hoa Kỳ, quận có tổng diện tích 566 dặm Anh vuông (1.467 km²), trong đó, 337 dặm Anh vuông (873 km²) là diện tích đất và 229 dặm Anh vuông (594 km²) trong tổng diện tích (40,49%) là diện tích mặt nước.

### Các thị trấn
Quận được chia thành 5 xã, which are numbered but not named.

### Các quận giáp ranh
- Quận Beaufort, Bắc Carolina - Bắc
- Quận Hyde, Bắc Carolina - Đông bắc (qua Pamlico Sound)
- Quận Carteret, Bắc Carolina - Đông nam (qua cửa sông Neuse)
- Quận Craven, Bắc Carolina - Tây nam (qua cửa sông Neuse) và tây

## Thông tin nhân khẩu
Theo cuộc điều tra dân số2 tiến hành năm 2000, quận này có dân số 12.934 người, 5.178 hộ, và 3.717 gia đình sinh sống trong quận này. Mật độ dân số là 38 người trên mỗi dặm Anh vuông (15/km²). Đã có 6,781 đơn vị nhà ở với một mật độ bình quân là 20 trên mỗi dặm Anh vuông (8/km²).  Cơ cấu chủng tộc của dân cư sinh sống tại quận này gồm 73,17% người da trắng, 24,57% người da đen hoặc người Mỹ gốc Phi, 0,53% người thổ dân châu Mỹ, 0,38% người gốc châu Á, 0,02% người các đảo Thái Bình Dương, 0,59% từ các chủng tộc khác, và 0,74% từ hai hay nhiều chủng tộc.  1,32% dân số là người Hispanic hoặc người Latin thuộc bất cứ chủng tộc nào.
Có 5,178 hộ trong đó có 25,20% có con cái dưới tuổi 18 sống chung với họ, 56,60% là những cặp kết hôn sinh sống với nhau, 11,50% có một chủ hộ là nữ không có chồng sống cùng, và 28,20% là không gia đình. 25,00% trong tất cả các hộ gồm các cá nhân và 12,10% có người sinh sống một mình và có độ tuổi 65 tuổi hay già hơn.  Quy mô trung bình của hộ là 2,38 còn quy mô trung bình của gia đình là 2,81,
Phân bố độ tuổi của cư dân sinh sống trong huyện là 21,10% dưới độ tuổi 18, 6,40% từ 18 đến 24, 25,80% từ 25 đến 44, 28,00% từ 45 đến 64, và 18,80% người có độ tuổi 65 tuổi hay già hơn.  Độ tuổi trung bình là 43 tuổi. Cứ mỗi 100 nữ giới thì có 101,40 nam giới. Cứ mỗi 100 nữ giới có độ tuổi 18 và lớn hơn thì, có 99,80 nam giới.
Thu nhập bình quân của một hộ ở quận này là $34,084, và thu nhập bình quân của một gia đình ở quận này là $41,659, Nam giới có thu nhập bình quân $31,806 so với mức thu nhập $21,344 đối với nữ giới. Thu nhập bình quân đầu người của quận là $18,005, Khoảng 11,80% gia đình và 15,30% dân số sống dưới ngưỡng nghèo, bao gồm 24,20% những người có độ tuổi 18 và 13,40% là những người 65 tuổi hoặc già hơn.

## Thành phố và thị trấn
- Alliance
- Arapahoe
- Bayboro
- Grantsboro
- Mesic
- Minnesott Beach
- Oriental
- Stonewall
- Vandemere
- Maribel
- Florence
- Merritt
- Reelsboro
- Hobucken
- Lowland
- Olympia